# 페르미온 응축
페르미온 응축(영어: Fermionic condensate) 또는 페르미-디랙 응축(영어: Fermi–Dirac condensate)은 저온에서 페르미온 입자에 의해 형성된 초유체 상이다. 이는 유사한 조건에서 보손 원자에 의해 형성된 초유체상인 보스-아인슈타인 응축과 밀접한 관련이 있다. 초전도체에서 전자의 상태를 기술한 것이 최초의 알려진 페르미온 응축이다. 페르미온 원자에 최근 연구를 포함한 물리학은 유사한 예를 보여준다.

## 배경

### 초유체
페르미온 응축은 보스-아인슈타인 응축보다 낮은 온도에서 얻어진다. 페르미온성 응축물은 일종의 초유체이다. 이름에서 알 수 있듯이 초유체는 일정한 모양이 없고 가해진 힘에 반응하여 흐르는 능력과 같이 일반 액체 및 기체와 유사하다. 그러나 초유체는 일반 물질에는 나타나지 않는 몇 가지 특성을 가지고 있다. 예를 들어, 에너지 소실 없이 높은 속도로 흐를 수 있다. 점성이 0이다. 더 낮은 속도에서 에너지는 양자 소용돌이의 형성에 의해 소산되며, 이는 초유체가 분해되는 매체의 "구멍" 역할을 한다.

### 페르미온성 초유체
파울리 배타 원리가 페르미온이 동일한 양자 상태를 차지하는 것을 금지하기 때문에 보손 초유체보다 페르미온 초유체를 생성하는 것이 훨씬 더 어렵다. 존 바딘, 리언 쿠퍼, 존 로버트 슈리퍼에 의해 발견된 BCS 전이에 의해 초전도를 설명할 수 있었다. 이 저자들은 특정 온도 아래에서 전자(페르미온)가 쌍을 이루어 쿠퍼쌍으로 알려진 결합 쌍을 형성할 수 있음을 보였다.

## 같이 보기
- 보스 기체
- 페르미 기체